# Олибрий
Ани́ций Оли́брий (лат. Anicius Olybrius; умер 23 октября или 2 ноября 472) — римский император в 472 году. Он был марионеточным правителем, посаженным на трон Рицимером, римским полководцем германского происхождения, и главным образом интересовался религией, в то время как фактическая власть принадлежала Рицимеру и его племяннику Гундобаду.

## Биография

### Происхождение и начало карьеры
Олибрий родился в Риме, в древнем и могущественном роде Анициев, италийского происхождения.
Согласно мнению большинства историков, он был потомком консула Аниция Гермогениана Олибрия, чья жена и двоюродная сестра, Аниция Юлиана, имела то же имя, которое Олибрий дал своей дочери. Другие историки ставят это под сомнение, так как имя «Юлиана» было распространено в семье Анициев, и потому, что Гермогениан, кажется, был отцом только одной дочери, которая приняла обеты целомудрия. Поэтому были предложены другие возможные отцы: либо Флавий Аниций Проб (предложенный Сеттипани), либо, по некоторым сведениям, Петроний Максим.
Олибрий женился на Плацидии, младшей дочери западного императора Валентиниана III и его жены Лицинии Евдоксии, создав тем самым связь между членами сенатской аристократии и династией Феодосия. Год их свадьбы неизвестен, хотя историк Приск предполагал, что это произошло до разграбления вандалами Рима (2-16 июня 455 года). Оост указал, что согласно Идацию Плацидия не была замужем в 455 году.
Стивен Мюлбергер указывает на то, что многие события в летописи Идация основаны на слухах, что проблемы с его хронологией «возникли из-за задержек и искажений информации, к которой он имел доступ», и, таким образом, свидетельство Идация не так надёжно, как считал Оост. В любом случае, могущественный военный магистр Аэций заставил Валентиниана обручить Плацидию со своим собственным сыном Гауденцием, поэтому Олибрий не мог жениться на ней до смерти Аэция.
Смерть Аэция наступила 21 сентября 454 года, когда император Валентиниан спровоцировал с ним ссору, которая закончилась тем, что император убил Аэция своим собственным мечом. В следующем году сам Валентиниан был умерщвлён солдатами, ранее служившими под началом Аэция, и, вероятно, спровоцированными патрицием Петронием Максимом, который затем вступил на престол. Петроний, бывший высокопоставленным имперским чиновником и членом семьи, принадлежавшей к сенатской аристократии, женился на императрице Лицинии Евдоксии, вдове Валентиниана. Он также возвысил своего собственного сына Палладия до звания цезаря и женил его на Евдокии, старшей дочери Валентиниана.
По словам тех историков, которые считают, что Олибрий был сыном Петрония, именно в 455 году Олибрий женился на Плацидии, между 17 марта, когда Петроний был провозглашён императором, и 31 мая, когда он погиб; это могло бы объяснить брак между Олибрием и младшей дочерью Валентиниана как шаг к обеспечению легитимности правления Петрония.
Другая версия состоит в том, что Олибрий и Плацидия были помолвлены в 455 году, и только после того, как Гейзерих освободил её в начале 460-х годов, они наконец поженились. Оост упоминает эту версию в своей книге «Galla Placidia Augusta». Сохранившихся доказательств недостаточно, чтобы позволить нам выбирать между этими альтернативами.

### Дважды кандидат на трон
Вандалы короля Гейзериха воспользовались кризисом правопреемственности Западной империи, возникшим в результате гибели Валентиниана, двинувшись на Италию и разграбив Рим. Перед возвращением в Африку вандалы взяли в заложники Лицинию Евдоксию и двух её дочерей. По словам историка 6-го века Иоанна Малалы, в то время Олибрий находился в Константинополе. С другой стороны, летописец Евагрий Схоластик пишет, что Олибрий бежал из Рима при приближении армии Гейзериха.
Во время проживания в восточной столице Олибрий проявил интерес к религиозным вопросам. Он встретил Даниила Столпника, который, согласно христианской традиции, предсказал освобождение Лицинии Евдоксии. Тем временем Западная империя переживала быструю смену императоров. После Петрония галло-римский сенатор Авит был провозглашён императором королём вестготов Теодорихом II и правил в течение двух лет; он был свергнут Майорианом, который правил четыре года, а затем был убит своим полководцем Рицимером в 461 году.
Гейзерих поддержал кандидатуру Олибрия на вакантный западный трон, потому что сын Гейзериха, Гунерих, и Олибрий, были женаты на двух дочерях Валентиниана III, и с Олибрием на троне Гейзерих мог оказывать большее влияние на Западную империю. Поэтому Гейзерих освободил Лицинию Евдоксию (исполнив пророчество Даниила) и её дочь Плацидию (жену Олибрия), но не прекратил свои набеги на побережье Италии. Тем не менее, его план потерпел неудачу, так как Рицимер, ставший военным магистром Запада, выбрал в качестве нового императора Либия Севера (461—465). Однако Плацидия теперь была свободна и в 462 году прибыла к своему мужу в Константинополь, где родила ему дочь, Аникию Юлиану.
Олибрий был почти что избран на западный престол во второй раз в 465 году, после смерти Либия Севера. Гейзерих снова был его главным сторонником, но восточный император Лев I Макелла выбрал дворянина Прокопия Антемия. Однако связь Олибрия с Гейзерихом не повредила его карьере, поскольку в 464 году восточный двор избрал его консулом.

### Восхождение на престол, правление и смерть
Источники сходятся во мнении, что Олибрий поднялся на западный трон благодаря Рицимеру, но они различаются по времени и порядку событий, ведущих к его восхождению.
В версии, предоставленной Иоанном Малалой и которую защищал Дж. Б. Бьюри, Олибрий был отправлен в Италию в 472 году Львом I, якобы для посредничества между Рицимером и Антемием, который был осаждён Рицимером в Риме. После этого Олибрий должен был продолжить путь и прибыть в Карфаген, предложив там Гейзериху мирный договор. Однако Лев подозревал, что Олибрий предпочитает короля вандалов и тайно встанет на его сторону и предаст подозрительного императора. Лев послал за Олибрием ещё одного посланника с письмом к Антемию:
Я удалил Аспара и Ардавурия из этого мира, чтобы никто, кто мог бы противостоять мне, не выжил. Но ты также должен убить своего зятя Рицимера, чтобы никто не предал тебя. Более того, я также послал тебе патриция Олибрия; я хочу, чтобы ты избавился от него, и после этого ты мог бы сам править, а не служить другим.
Рицимер разместил охрану в Остии, и письмо было перехвачено. Рицимер показал его Олибрию и убедил того принять власть. С точки зрения Рицимера, Олибрий был хорошим кандидатом в качестве члена римской сенаторской аристократии и из-за своего брака с Плацидией; его брак с ней делает его последним императором, связанным с династией Феодосия. Рицимер убил Антемия, а Олибрий стал императором (11 июля 472 года).
В другой версии событий не упоминается секретное письмо. Вместо этого, после прибытия в Рим, Олибрий был провозглашён императором за несколько месяцев до смерти Антемия, в апреле или мае 472 года. Затем Рицимер осаждал часть Рима, где он находился в течение нескольких месяцев, пока законный император не был оставлен его людьми, захвачен в церкви и предан смерти Гундобадом, племянником Рицимера. В соответствии с этой версией император Лев тайно поддерживал Олибрия, что объясняет, почему Лев отправил его туда. Три наших источника — Феофан, Пасхальная Хроника и Павел Диакон — поддерживают эту версию. Эдвард Гиббон принимает это предположение как факт, хотя ни один из трёх источников прямо не утверждает, что Лев поддерживал Олибрия. Какая ещё причина может быть, спрашивает Бьюри, а затем отвечает на свой собственный риторический вопрос: «тот факт, что Антемий был выбранным кандидатом Льва, его сыном и что Олибрий был другом его врага Гейзериха, является сильным контраргументом».
Царствование Олибрия было коротким и небогатым событиями. Вскоре после смерти Антемия Рицимер также умер 9 или 19 августа; его племянник Гундобад стал военным магистром вместо него. Очень мало известно о политике Олибрия; в своей Vita Epifanius, Эннодий описывал его как набожного человека, который вёл себя соответствующим образом. Олибрий чеканил новую серию золотых монет с крестом и новую легенду SALVS MVNDI («Благосостояние мира») вместо обычного SALVS REIPVBLICAE («Благосостояние государства»). Кроме того, он изображался на монетах без шлема и копья, обычных символов на монетах предыдущих императоров, что говорит о его безразличии к военным вопросам.
Олибрий умер от водянки после семи месяцев правления. Источники расходятся касательно дня его смерти, называя либо 22 октября, либо 2 ноября.